# 껀드억현
껀드억현(베트남어: Huyện Cần Đước / 縣芹)은 베트남 메콩강 삼각주 롱안성의 현이다.

## 행정 구역
껀드억현은 1시진, 16사를 관할하고 있다.

### 시진
- 껀드억 시진 (Thị trấn Cần Đước, 芹德市鎭)

### 사
- 롱깡 사 (Xã Long Cang, 隆港社)
- 롱딘 사 (Xã Long Định, 隆定社)
- 롱호아 사 (Xã Long Hòa, 隆和社)
- 홍흐우동 사 (Xã Long Hựu Đông, 隆有東社)
- 홍흐우떠이 사 (Xã Long Hựu Tây, 隆有西社)
- 롱케 사 (Xã Long Khê, 隆溪社)
- 롱선 사 (Xã Long Sơn, 隆山社)
- 롱짝 사 (Xã Long Trạch, 隆澤社)
- 미레 사 (Xã Mỹ Lệ, 美麗社)
- 프억동 사 (Xã Phước Đông, 福東社)
- 프억뚜이 사 (Xã Phước Tuy, 福綏社)
- 프억번 사 (Xã Phước Vân, 福雲社)
- 떤언 사 (Xã Tân Ân, 新恩社)
- 떤짜인 사 (Xã Tân Chánh, 新政社)
- 떤런 사 (Xã Tân Lân, 新鄰社)
- 떤짝 사 (Xã Tân Trạch, 新澤社)